# Ventosa (Alenquer)
Ventosa ist eine Gemeinde (Freguesia) im portugiesischen Kreis Alenquer. In ihr leben 2000 Einwohner (Stand 19. April 2021).